# 91212 Virgiliogonano
91212 Virgiliogonano è un asteroide della fascia principale. Scoperto nel 1998, presenta un'orbita caratterizzata da un semiasse maggiore pari a 2,326886 UA e da un'eccentricità di 0,146660, inclinata di 27,046719° rispetto all'eclittica. Ha un diametro di 4,283 km.